# Seznam chráněných území v okrese Žďár nad Sázavou
Seznam chráněných území v okrese Žďár nad Sázavou:
Aktuální přehled zvláště chráněných území s vyhledatelnými faktografickými údaji uvádí Ústřední seznam ochrany přírody Agentury ochrany přírody a krajiny ČR.
| Kód  | Obrázek                                                | Typ  | Název                   | Rozloha (ha) | Galerie Commons                                                                    | Popis území | Souřadnice                       |
| ---- | ------------------------------------------------------ | ---- | ----------------------- | ------------ | ---------------------------------------------------------------------------------- | --- | -------------------------------- |
| 1278 | Baba – V Bukách                                        | PR   | Baba – V bukách         | 44,61        | Kategorie „Baba - V bukách“ na Wikimedia Commons                                   | Bukojedlový porost | 49°27′23″ s. š., 15°51′55″ v. d. |
|      | říčka Balinka pod Oslavicí                             | PřP  | Balinské údolí          | 430          | Kategorie „Nature park Balinské údolí“ na Wikimedia Commons                        | | 49°20′33″ s. š., 15°58′21″ v. d. |
| 5726 |                                                        | PP   | Belfrídský potok        | 8,7992       |                                                                                    | V nivě Belfrídského potoka se nacházejí dobře vyvinuté údolní jasanovo-olšové luhy s výskytem dřípatky horské. | 49°27′21″ s. š., 15°52′38″ v. d. |
| 688  | Popis obrazku                                          | PP   | Bílá skála              | 3,18         | Kategorie „Bílá skála (Žďárské vrchy)“ na Wikimedia Commons                        | Rulové skalisko ve Žďárských vrších | 49°40′21″ s. š., 16°2′47″ v. d.  |
|      | Bohdalovský rybník                                     | PřP  | Bohdalovsko             | 6 041,38     | Kategorie „Přírodní park Bohdalovsko“ na Wikimedia Commons                         | | 49°28′42″ s. š., 15°52′10″ v. d. |
| 913  | Branty                                                 | PR   | Branty                  | 2,87         | Kategorie „Branty“ na Wikimedia Commons                                            | Mokřadní louky s výskytem vstavačovitých | 49°36′30″ s. š., 15°48′29″ v. d. |
| 818  | Brožova skála                                          | PP   | Brožova skála           | 1,07         | Kategorie „Brožova skála“ na Wikimedia Commons                                     | Rulové skalisko | 49°37′29″ s. š., 16°0′36″ v. d.  |
| 687  |                                                        | PP   | Černá skála             | 3,00         | Kategorie „PP Černá skála (Žďárské vrchy)“ na Wikimedia Commons                    | Rulové skalisko, mrazový srub | 49°40′4″ s. š., 16°3′45″ v. d.   |
| 1297 | Čtyři palice                                           | PR   | Čtyři palice            | 37,25        | Kategorie „Čtyři palice“ na Wikimedia Commons                                      | Rulová skaliska s kamenným mořem a reliktním porostem borovice | 49°41′10″ s. š., 16°5′36″ v. d.  |
| 2473 | NPR Dářko                                              | NPR  | Dářko                   | 68,62        | Kategorie „Dářko (national nature reserve)“ na Wikimedia Commons                   | Přirozené rašelinné ekosystémy přechodového vrchoviště s blatkovými bory | 49°38′24″ s. š., 15°52′31″ v. d. |
| 5652 | Dědkovo                                                | PP   | Dědkovo                 | 5,4889       | Kategorie „Dědkovo“ na Wikimedia Commons                                           | Biotop a populace střevíčníku pantoflíčku a populace dalších druhů organismů, vyskytujících se v podrostu lesního společenstva, typy přírodních stanovišť a druhy, pro které byla jiným právním předpisem vyhlášena EVL Dědkovo a které se nacházejí na území přírodní památky                                                                           | 49°32′43″ s. š., 16°22′32″ v. d. |
| 707  | Vrchol skály Devět skal                                | PP   | Devět skal              | 3,33         | Kategorie „Devět skal“ na Wikimedia Commons                                        | Skupina rulových skal a sutí | 49°40′15″ s. š., 16°1′56″ v. d.  |
| 942  | Díly u Lhotky - orchidejová louka                      | PP   | Díly u Lhotky           | 2,94         | Kategorie „Díly u Lhotky“ na Wikimedia Commons                                     | Význačné podhorské louky s bohatým výskytem orchideovitých rostlin | 49°34′4″ s. š., 16°0′32″ v. d.   |
| 1444 | PP Dobrá voda                                          | PP   | Dobrá Voda              | 5,21         | Kategorie „Dobrá voda (natural monument)“ na Wikimedia Commons                     | Mokřadní louky s četnými vstavači | 49°23′51″ s. š., 16°2′32″ v. d.  |
| 704  | Dráteničky                                             | PP   | Drátenická skála        | 3,62         | Kategorie „Dráteničky“ na Wikimedia Commons                                        | Rulová skalka, ukázka mrazového větrání hornin | 49°39′20″ s. š., 16°5′4″ v. d.   |
| 683  | Jámy po nelegálním hledání heřmanovských koulí         | PP   | Heřmanov                | 1,89         | Kategorie „Heřmanov (přírodní památka)“ na Wikimedia Commons                       | Unikátní mineralogické naleziště tzv. heřmanovských koulí (antofylit s vložkami flogopitu) | 49°22′18″ s. š., 16°10′49″ v. d. |
| 5814 | Hráz Hodíškovského rybníka                             | PP   | Hodíškovský rybník      | 5,1687       | Kategorie „Hodíškovský rybník“ na Wikimedia Commons                                | Rybník s výskytem vegetace letněných rybníků a s výskytem významných druhů rostlin a živočichů; vlhké louky s výskytem významných druhů rostlin; typy přírodních stanovišť a rostlinný druh puchýřka útlá, pro které byla jiným právním předpisem vyhlášena evropsky významná lokalita Hodíškovský rybník a které se nacházejí na území přírodní památky | 49°30′38″ s. š., 16°2′1″ v. d.   |
| 1855 | Pohled na louku                                        | PP   | Javorův kopec           | 2,43         | Kategorie „Javorův kopec“ na Wikimedia Commons                                     | Zbytek prameništních luk s výskytem prstnatce májového | 49°34′59″ s. š., 16°19′44″ v. d. |
| 1856 | Pohled na PP Kocoury ze SZ                             | PP   | Kocoury                 | 0,44         | Kategorie „Kocoury“ na Wikimedia Commons                                           | Trávobylinná společenstva s výskytem fytograficky významných druhů rostlin a populace zvláště chráněné sasanky lesní | 49°32′14″ s. š., 16°24′3″ v. d.  |
| 1863 | Křižník                                                | PP   | Křižník                 | 12,3         | Kategorie „Křižník“ na Wikimedia Commons                                           | Travinobylinná společenstva s xerotermní vegetací a s výskytem zvláště chráněných a významných druhů organismů, především orchidejí | 49°28′59″ s. š., 16°20′48″ v. d. |
| 5598 | Laguna u Bohdalova                                     | PP   | Laguna u Bohdalova      | 1,28         | Kategorie „Laguna u Bohdalova“ na Wikimedia Commons                                | Vodní a mokřadní fauna a flóra s výskytem zvláště chráněných druhů organismů v tůních vzniklých po těžbě cihlářské hlíny | 49°29′10″ s. š., 15°52′56″ v. d. |
| 705  | Lisovská skála                                         | PP   | Lisovská skála          | 0,86         | Kategorie „Lisovská skála“ na Wikimedia Commons                                    | Výrazné rulové skalisko | 49°39′42″ s. š., 16°2′18″ v. d.  |
| 1143 |                                                        | PP   | Louky u Černého lesa    | 10,63        | Kategorie „Louky u Černého lesa“ na Wikimedia Commons                              | Zrašelinělé louky v aluviu Stržského potoka | 49°35′22″ s. š., 15°56′45″ v. d. |
| 1857 |                                                        | PP   | Louky u Polomu          | 3,27         |                                                                                    | Rašelinné louky s bohatou květenou (prstnatec májový) | 49°35′51″ s. š., 16°17′56″ v. d. |
| 703  | Malinská skála                                         | PP   | Malinská skála          | 5,76         | Kategorie „Malinská skála“ na Wikimedia Commons                                    | Rulová skála ve Žďárských vrších | 49°39′38″ s. š., 16°4′20″ v. d.  |
| 5945 |                                                        | PR   | Meandry Svratky u Milov | 60,76        |                                                                                    | Ojedinělý systém říčních meandrů s řadou ohrožených druhů rostlin a živočichů | 49°40′16″ s. š., 16°5′34″ v. d.  |
| 706  | Milovské perničky                                      | PP   | Milovské Perničky       | 10,40        | Kategorie „Milovské Perničky“ na Wikimedia Commons                                 | Rulový mrazový srub typický pro Žďárské vrchy | 49°41′35″ s. š., 16°5′18″ v. d.  |
| 917  | Mlýnský potok a Uhlířky                                | PP   | Mlýnský potok a Uhlířky | 6,29         | Kategorie „Mlýnský potok a Uhlířky“ na Wikimedia Commons                           | Meandrující tok, naleziště vlhkomilné flóry a fauny | 49°36′18″ s. š., 15°50′41″ v. d. |
| 250  | Mrázkova louka                                         | PP   | Mrázkova louka          | 2,2622       | Kategorie „Mrázkova louka (natural monument)“ na Wikimedia Commons                 | Luční biotopy s vzácnými a ohroženými druhy rostlin a živočichů | 49°26′40″ s. š., 16°1′35″ v. d.  |
| 6023 | Pohled na louku                                        | PP   | Na Ostrážné             | 1,3916       | Kategorie „Na Ostrážné“ na Wikimedia Commons                                       | mozaika různě vlhkých lučních biotopů na jižně orientovaném svahu, populace silně ohroženého druhu motýla modráska bahenního (Maculinea nausithous) | 49°34′30″ s. š., 16°17′8″ v. d.  |
| 1859 | Nad Koupalištěm                                        | PP   | Nad koupalištěm         | 1,29         | Kategorie „Nad Koupalištěm“ na Wikimedia Commons                                   | Ostrůvek xerotermní vegetace se vstavačem obecným a vstavačem májovým | 49°29′45″ s. š., 16°20′10″ v. d. |
| 1280 | Bledule na Nyklovickém potoku                          | PP   | Nyklovický potok        | 11,74        | Kategorie „Nyklovický potok (natural monument“ na Wikimedia Commons                | Meandrující potok s břehovými porosty, bohatá lokalita bledule jarní | 49°35′10″ s. š., 16°23′3″ v. d.  |
| 5662 | Rybník Obecník                                         | PP   | Obecník                 | 4,8487       | Kategorie „Obecník (natural monument)“ na Wikimedia Commons                        | Biotop a populace puchýřky útlé a populace dalších druhů vázaných na biotop vegetace letněných rybníků | 49°24′58″ s. š., 16°8′30″ v. d.  |
| 1860 | Ochoza                                                 | PR   | Ochoza                  | 4,66         | Kategorie „Ochoza“ na Wikimedia Commons                                            | Skalnatý hřeben se zbytkem smíšeného listnatého porostu s bohatou květenou | 49°29′42″ s. š., 16°19′18″ v. d. |
| 941  |                                                        | PR   | Olšina u Skleného       | 6,27         |                                                                                    | Olšový porost přecházející v rašeliniště | 49°37′5″ s. š., 16°0′44″ v. d.   |
| 1445 | Olšoveček                                              | PP   | Olšoveček               | 2,46         |                                                                                    | Vodní a mokřadní biotopy s výskytem zvláště chráněných druhů organizmů | 49°15′22″ s. š., 16°11′53″ v. d. |
| 1862 | Pohled na louku                                        | PP   | Ostražka                | 5,34         | Kategorie „Ostražka“ na Wikimedia Commons                                          | Komplex druhově bohatých společenstev suchých trávníků s výskytem zvláště chráněných druhů | 49°34′49″ s. š., 16°17′29″ v. d. |
| 1680 | Mineralogické naleziště Ouperek                        | PP   | Ouperek                 | 13,72        | Kategorie „Ouperek“ na Wikimedia Commons                                           | Významné mineralogické naleziště s výskytem celé řady minerálů tzv. albitové zóny | 49°27′5″ s. š., 16°6′5″ v. d.    |
| 686  | Pasecká skála                                          | PP   | Pasecká skála           | 3,66         | Kategorie „Pasecká skála“ na Wikimedia Commons                                     | Rulové skalisko, mrazový srub | 49°36′55″ s. š., 16°4′53″ v. d.  |
| 1446 | Skalní útvar na vrcholku vrchu Peperek                 | PP   | Peperek                 | 12,11        | Kategorie „Peperek“ na Wikimedia Commons                                           | Skalní hřeben tvořený pyroxenickými rulami a kvarcity se společenstvy suťových lesů a květnatých bučin | 49°34′38″ s. š., 15°51′54″ v. d. |
| 306  | pohled na chráněné území koncem října                  | PP   | Pernovka                | 1,42         | Kategorie „Pernovka“ na Wikimedia Commons                                          | Rašelinná loučka s typickou vegetací | 49°35′2″ s. š., 16°3′6″ v. d.    |
| 940  |                                                        | PR   | Pod Kamenným vrchem     | 12,25        |                                                                                    | Komplex přírodě blízkých společenstev vlhkých až rašelinných luk | 49°36′56″ s. š., 15°53′57″ v. d. |
| 6268 | zřícenina hradu Pyšolec a okolní lesy                  | PR   | Pyšolec                 | 34,19        | Kategorie „Pyšolec (nature reserve)“ na Wikimedia Commons                          | Květnaté bučiny, suťové lesy a lesní lemy s výskytem hmyzu vázaného na odumírající dřevní hmotu a měkkýšů přirozených lesních porostů | 49°32′38″ s. š., 16°20′3″ v. d.  |
| 1144 | Prosička                                               | PP   | Prosička                | 8,43         | Kategorie „Prosíčka“ na Wikimedia Commons                                          | Rulové skalisko s balvanitou sutí a kamenným mořem | 49°38′38″ s. š., 16°11′47″ v. d. |
| 1045 |                                                        | NPR  | Radostínské rašeliniště | 30,52        | Kategorie „Radostínské rašeliniště (national nature reserve)“ na Wikimedia Commons | Přechodové rašeliniště v podhorském stupni s typickými rostlinnými i živočišnými společenstvy | 49°39′35″ s. š., 15°53′2″ v. d.  |
| 1448 | PP Rasuveň                                             | PP   | Rasuveň                 | 20,54        | Kategorie „Rasuveň“ na Wikimedia Commons                                           | Smíšený prales na skalnatém svahu | 49°26′2″ s. š., 15°59′33″ v. d.  |
| 914  | Rozštípená skála                                       | PP   | Rozštípená skála        | 0,72         | Kategorie „Rozštípená skála“ na Wikimedia Commons                                  | Rulová skalní stěna | 49°34′4″ s. š., 15°52′47″ v. d.  |
| 6013 |                                                        | PP   | Rybníky u Rudolce       | 12,2128      |                                                                                    | Rybníky s výskytem vzácné vegetace letněných rybníků a navazující mokřadní a rašelinné biotopy; populace význačných druhů rostlin, především puchýřky útlé (Coleanthus subtilis), a živočichů, především obojživelníků | 49°28′35″ s. š., 15°51′8″ v. d.  |
| 939  | Sklenské louky                                         | PP   | Sklenské louky          | 6,53         | Kategorie „Sklenské louky“ na Wikimedia Commons                                    | Vlhké až rašelinné louky s výskytem chráněných a ohrožených druhů rostlin | 49°36′36″ s. š., 15°59′57″ v. d. |
| 6014 |                                                        | PP   | Staropavlovský rybník   | 12,0615      |                                                                                    | Vegetace letněných rybníků s navazujícími mokřadními biotopy | 49°27′30″ s. š., 15°54′56″ v. d. |
| 1279 |                                                        | PP   | Suché kopce             | 13,38        | Kategorie „Suché kopce (natural monument)“ na Wikimedia Commons                    | Vlhké louky přecházející ve vřesoviště s řadou významných druhů | 49°41′8″ s. š., 15°53′42″ v. d.  |
| 819  | Světnovské údolí s meandry Sklenského potoka           | PP   | Světnovské údolí        | 2,56         |                                                                                    | Údolí meandrujícího toku Sklenského potoka s břehovými porosty | 49°37′47″ s. š., 15°58′17″ v. d. |
|      | Přírodní park Svratecká hornatina,pohled od PP Kocoury | PřP  | Svratecká hornatina     | 37 089       | Kategorie „Svratecká hornatina“ na Wikimedia Commons                               | | 49°29′43″ s. š., 16°21′11″ v. d. |
| 1858 | Svratka                                                | PP   | Svratka                 | 0,42         | Kategorie „Svratka (natural monument)“ na Wikimedia Commons                        | Malá část břehového porostu s hojným výskytem pérovníku pštrosího | 49°28′17″ s. š., 16°21′ v. d.    |
| 5781 |                                                        | PP   | Šafranice               | 7,009        | Kategorie „Šafranice“ na Wikimedia Commons                                         | bohatá populace zvláště chráněných druhů rostlin | 49°32′55″ s. š., 16°0′43″ v. d.  |
| 2233 | PP Šebeň                                               | PP   | Šebeň                   | 133,00       | Kategorie „Šebeň (natural monument)“ na Wikimedia Commons                          | Mimořádně početný výskyt lesních mravenců druhu Formica polyctena (cca 1000 mravenišť) v daném území | 49°24′29″ s. š., 16°3′38″ v. d.  |
| 689  | Štarkov                                                | PP   | Štarkov                 | 6,69         | Kategorie „Štarkov“ na Wikimedia Commons                                           | Rulová skála s puklinovou jeskyní | 49°38′20″ s. š., 16°10′16″ v. d. |
| 1222 |                                                        | PR   | Štíří důl               | 18,80        | Kategorie „Štíří důl (nature reserve)“ na Wikimedia Commons                        | Hluboké zalesněné údolí s typickou flórou a faunou, významné hl. výskytem mloků | 49°39′58″ s. š., 15°51′54″ v. d. |
| 943  | Švařec                                                 | NPP  | Švařec                  | 4,50         | Kategorie „Švařec (national natural monument)“ na Wikimedia Commons                | Lokalita vstavačovitých | 49°31′28″ s. š., 16°21′7″ v. d.  |
| 5309 | Švařec II                                              | PP   | Švařec II               | 4,27         | Kategorie „Švařec II“ na Wikimedia Commons                                         | Ochrana přírodovědecky cenného území s výskytem řady chráněných a ohrožených druhů rostlin a živočichů | 49°31′25″ s. š., 16°21′21″ v. d. |
| 916  | Tisůvka                                                | PP   | Tisůvka                 | 0,18         | Kategorie „Tisůvka“ na Wikimedia Commons                                           | Rulové skalisko typické pro Žďárské vrchy | 49°39′7″ s. š., 15°56′57″ v. d.  |
| 460  | PP U Bezděkova                                         | PP   | U Bezděkova             | 0,77         | Kategorie „U Bezděkova“ na Wikimedia Commons                                       | Lokalita šafránu bělokvětého | 49°34′11″ s. š., 16°5′19″ v. d.  |
| 1854 | PR U Hamrů                                             | PP   | U Hamrů                 | 3,18         | Kategorie „U Hamrů“ na Wikimedia Commons                                           | Bývalé pastviny na příkrých stráních se suchomilnou květenou (mateřídouška časná) | 49°30′46″ s. š., 16°20′27″ v. d. |
| 470  | Celkový pohled na lokalitu                             | PR   | Údolí Chlébského potoka | 7,2242       | Kategorie „Údolí Chlébského potoka“ na Wikimedia Commons                           | Bohatá lokalita bledule jarní | 49°28′24″ s. š., 16°22′48″ v. d. |
| 820  | Vávrova skála                                          | PP   | Vávrova skála           | 0,07         |                                                                                    | Rulová morfologicky významná skála | 49°35′15″ s. š., 16°6′14″ v. d.  |
| 1861 | PR Vírská skalka                                       | PR   | Vírská skalka           | 3,23         | Kategorie „Vírská skalka“ na Wikimedia Commons                                     | Skalnaté srázy s přirozenými lesními porosty | 49°33′37″ s. š., 16°18′51″ v. d. |
| 1277 | PP Vlčí kámen                                          | PP   | Vlčí kámen              | 1,65         | Kategorie „Vlčí kámen (Žďárské vrchy)“ na Wikimedia Commons                        | Zbytek starého bukového porostu | 49°35′41″ s. š., 16°10′3″ v. d.  |
| 915  | Zkamenělý zámek                                        | PP   | Zkamenělý zámek         | 3,06         | Kategorie „Zkamenělý zámek“ na Wikimedia Commons                                   | Výrazná rulová skála, doklad mrazového větrání | 49°42′32″ s. š., 16°4′27″ v. d.  |
| 537  | NPR Žákova hora                                        | NPR  | Žákova hora             | 38,10        | Kategorie „Žákova hora“ na Wikimedia Commons                                       | Zbytek významného jedlobukového pralesa | 49°39′19″ s. š., 15°59′34″ v. d. |
| 75   | Jeden ze skalních útvarů na hřebeni Devíti skal        | CHKO | Žďárské vrchy           | 71 500       |                                                                                    | Významné krajinné prvky (rulové skalní útvary na zalesněných úzkých hřbetech, rašeliniště a mokřadní společenstva, říční krajina v povodí Svratky, široká údolí, lesní společenstva, vegetační pokryv, lidová architektura aj.), charakteristický krajinný ráz a údolní profil označovaný jako „žďárský“ typ georeliéfu.                                 | 49°39′9″ s. š., 16°1′3″ v. d.    |